# Мірошниченко Євген Віталійович
Євген Віталійович Мірошниченко (28 грудня 1978, Донецьк) — український шахіст і шаховий коментатор, гросмейстер (2002).
Дворазовий чемпіон України із шахів 2003 та 2008 років.
Його рейтинг станом на лютий 2016 року — 2616 (180-е місце у світі, 18-е в Україні).

## Біографія
Народився в Донецьку 28 грудня 1978 року.
Входив у команду Слов'янського дитячо-юнацького шахового клубу «Чигоринець». Чемпіон Слов'янська серед дорослих.
У 1994 році переїхав в Донецьк і почав займатися в міському шахово-шашковому клубі.
Один з авторів газети «Тура» (рубрика газети «Донбас»).
У 2006 році Євген Мірошниченко став переможцем міжнародного шахового турніру «Інавтомаркет-Опен».

## Турнірні результати

### Чемпіонати України
Євген Мірошниченко зіграв у десяти фінальних турнірах чемпіонатів України, набравши загалом 50 очок із 84 можливих (+31-15=38).
| Рік  | Місто        | Турнір                 | + | − | = | Результат | Місце   |
| ---- | ------------ | ---------------------- | - | - | - | --------- | ------- |
| 1994 | Алушта       | 63-й чемпіонат України | 4 | 2 | 3 | 5½ з 9    | 36      |
| 2000 | Севастополь  | 69-й чемпіонат України | 4 | 0 | 5 | 6½ з 9    | 5 — 11  |
| 2001 | Орджонікідзе | 70-й чемпіонат України | 2 | 4 | 3 | 3½ з 9    | 23 — 27 |
| 2003 | Сімферополь  | 72-й чемпіонат України | 6 | 0 | 3 | 7½ з 9    | Gold    |
| 2004 | Харків       | 73-й чемпіонат України | 2 | 1 | 1 | 2½ з 4    | 1/8     |
| 2006 | Полтава      | 75-й чемпіонат України | 2 | 1 | 1 | 2½ з 4    | 1/8     |
| 2007 | Харків       | 76-й чемпіонат України | 3 | 0 | 6 | 6 з 9     | Silver  |
| 2008 | Полтава      | 77-й чемпіонат України | 4 | 0 | 5 | 6½ з 9    | Gold    |
| 2011 | Київ         | 80-й чемпіонат України | 2 | 3 | 6 | 5 з 11    | 8       |
| 2012 | Київ         | 81-й чемпіонат України | 2 | 4 | 5 | 4½ з 11   | 9       |